# Jared Emerson-Johnson
Jared Emerson-Johnson (San Francisco, 13 oktober 1981) is een Amerikaans componist, stemacteur en -regisseur voor computerspellen. Emerson-Johnson werkt bij Bay Area Sound en is voornamelijk bekend van zijn werk voor spellen van Telltale Games, zoals de Sam & Max-spellen en The Walking Dead.

## Discografie
- Indiana Jones and the Emperor's Tomb (2003)
- Star Wars: Knights of the Old Republic II: The Sith Lords (2004)
- Jet Li: Rise to Honor (2004)
- EyeToy: AntiGrav (2004)
- The Bard's Tale (2004)
- James Bond 007: Everything or Nothing (2005)
- Star Wars: Republic Commando (2005)
- Psychonauts (2005)
- God of War (2005)
- The Chronicles of Narnia: The Lion, the Witch and the Wardrobe (2005)
- Bone: Out from Boneville (2005)
- Bone: The Great Cow Race (2006)
- LEGO Star Wars II: The Original Trilogy (2006)
- Full Auto 2: Battlelines (2006)
- Death Jr. II: Root of Evil (2006)
- CSI: 3 Dimensions of Murder (2006)
- Sam & Max Save the World (2006–2007)
- Alien Syndrome (2007)
- Thrillville: Off the Rails (2007)
- Conan (2007)
- CSI: Hard Evidence (2007)
- Sam & Max Beyond Time and Space (2007–2008)
- A Vampyre Story (2008)
- Strong Bad's Cool Game for Attractive People (2008)
- Wallace & Gromit's Grand Adventures (2009)
- Tales of Monkey Island (2009)
- CSI: Deadly Intent (2009)
- Sam & Max: The Devil's Playhouse (2010)
- Nelson Tethers: Puzzle Agent (2010)
- Poker Night at the Inventory (2010)
- Kinectimals (2010)
- CSI: Fatal Conspiracy (2010)
- Back to the Future: The Game (2010-2011)
- Puzzle Agent 2 (2011)
- Star Wars: The Old Republic (2011)
- Jurassic Park: The Game (2011)
- Law & Order: Legacies (2011)
- Double Fine Happy Action Theater (2012)
- The Walking Dead (2012)
- Thirty Flights of Loving (2012)
- Poker Night 2 (2013)
- The Wolf Among Us (2013)
- The Walking Dead: Season Two (2013)
- Tales from the Borderlands (2014)
- Game of Thrones: A Telltale Games Series (2014)